# Nina Kalckar
Nina Kalckar, född 7 juli 1907 i Frederiksberg, död 21 augusti 2000, var en dansk skådespelare och dansare. 
Kalckar var engagerad som dansare vid Pantomime Teatret på Tivoli 1929-1930. Hon debuterade som teaterskådespelare vid Dagmar Teatret 1931.

## Filmografi (filmer som haft svensk premiär)
- 1933 - Hemslavinnor
- 1931 - På Petterssonskans pensionat
- 1929 - Moster Malins millioner
- 1929 - Flirt, funkis och fullträffar